# Nana (tv-serie)
 For alternative betydninger, se Nana. (Se også artikler, som begynder med Nana)
Nana var en dansk tv-serie for børn. Den blev sendt i 1988. Hovedrollerne blev spillet af Barbara Topsøe-Rothenborg (Nana) og Jesper Christensen (Nanas far).
Serien var instrueret af Anette Pilmark efter manuskript af Per Schultz. Titelsangen "Nana" er skrevet og sunget af Sebastian.

## Medvirkende
- Barbara Topsøe-Rothenborg - Nana Jespersen
- Jesper Christensen - Nanas far, Bent Petersen
- Katrine Jensenius - Nanas mor, Ulla Jespersen
- Ilse Rande - Frk. Lind
- Arne Hansen - Skoleinspektør
- Jarl Forsman - Anders P. far
- Litten Hansen - Christians mor
- Niels Hausgaard - Landmand
- Anne Marie Helger - Skolesekretær
- Margrethe Koytu - Skolesekretær
- Dorte Højsted - Gymnastiklærer Bente Rasmussen
- Gunnvør Nolsøe - Farmor
- Otte Svendsen - Farfar
- Finn Rye Petersen - Formningslærer
- Jesper Klein - Isenkræmmer
- Hans Henrik Clemensen - Politibetjent

## Afsnit
| Nr. i serie | Nr. i sæson | Titel                                  | Instrueret af  | Skrevet af  | Først sendt       |
| ----------- | ----------- | -------------------------------------- | -------------- | ----------- | ----------------- |
| 1           | 1           | "Kan eller skal?"                      | Anette Pilmark | Per Schultz | 22. oktober 1988  |
| 2           | 2           | "Først til højre - og så til venstre!" | Anette Pilmark | Per Schultz | 29. oktober 1988  |
| 3           | 3           | "Sid stille dernede!"                  | Anette Pilmark | Per Schultz | 5. november 1988  |
| 4           | 4           | "Roser er røde"                        | Anette Pilmark | Per Schultz | 12. november 1988 |
| 5           | 5           | "Ægget og hønen"                       | Anette Pilmark | Per Schultz | 19. november 1988 |
| 6           | 6           | "Frygt ikke"                           | Anette Pilmark | Per Schultz | 26. november 1988 |

## Modtagelse
Ved en afstemning i 2008 om de bedste børne-tv-serier på DRs Bonanza-site toppede tv-serien listen foran blandt andet Busters verden, Ude på noget og Kaj og Andrea.